# Старолеушківське сільське поселення
Старолеушківське сільське поселення — муніципальне утворення у складі Павлівського району Краснодарського краю Росії.
В рамках адміністративно-територіального устрою Краснодарського краю йому відповідає Старолеушківський сільський округ.
Адміністративний центр — станиця Старолеушківська.

## Географія
Площа поселення — 220,95 км².

## Населення
| Чисельність населення | 2010 | 2012  | 2013  | 2014  | 2015  | 2016  | 2018  | 2019  | 2020  | 2021  | 2023  |
| --------------------- | ---- | ----- | ----- | ----- | ----- | ----- | ----- | ----- | ----- | ----- | ----- |
| осіб                  | 5896 | ↘5881 | ↗5922 | ↗5996 | ↗6023 | ↘5987 | ↘5947 | ↘5878 | ↘5808 | ↗5919 | ↘5756 |

## Населені пункти
До складу сільського поселення (сільського округу) входять 2 населені пункти:
| № | Населений пункт  | Тип населеного пункту | Населення (чол.) |
| - | ---------------- | --------------------- | ---------------- |
| 1 | Старолеушківська | станиця               | 5301             |
| 2 | Українська       | станиця               | ↘618             |

## Економіка
Основа економіки — сільське господарство. Особистих підсобних господарств у станиці Старолеушківській — 2084, у станиці Українській — 307; площа, яку вони займають, становить відповідно — 656 га та 131 га.
Раніше був Колгосп-Племзавод «Росія», який займав площу 17722 га, з числом працюючих 1350 осіб. У господарстві було 40 підрозділів, напрями — рослинництво та тваринництво. Кооператив мав єдину у районі ферму, де утримувалися високопродуктивні голландські нетілі.
1957 — квітень 1992 рік. Колгосп «Радянська Росія».
Квітень 1992 — травень 2003 року. Колгосп-племзавод «Росія».
Травень 2003 року — вересень 2011 року. Сільськогосподарський виробничий кооператив «Росія».
Вересень 2011 року — травень 2012 року. ЗАТ «Ім. Гармаша. І. І.».
З травня 2012 року. підприємство «ім. Гармаша І. І.» АТ фірми «Агрокомплекс» ім. Н. І. Ткачова.

## Онлайн-посилання
- На сайті Павлівського району Краснодарського краю